# Manti, Utah
Manti är administrativ huvudort i Sanpete County i Utah. Orten har fått sitt namn efter en stad i Mormons bok. Enligt 2010 års folkräkning hade Manti 3 276 invånare.